# CM-3203
La CM-3203 es una carretera autonómica de la Red de Carreteras de Castilla-La Mancha (España) que transcurre entre la ciudad de Albacete y Elche de la Sierra, en la provincia de Albacete, donde enlaza con la CM-412.
Es una carretera convencional de una sola calzada con un carril por sentido que atraviesa las localidades de Albacete, Peñas de San Pedro, Alcadozo, Ayna y Elche de la Sierra.